# Deborah Ochs
Deborah Ochs   (Howell, 30 de gener de 1966) és una ex-tiradora amb arc estatunidenca que va competir durant la dècada de 1980.
El 1988 va prendre part en els Jocs Olímpics de Seül, on va disputar dues proves del programa de tir amb arc. Va guanyar la medalla de bronze en la competició per equips formant equip amb Denise Parker i Melanie Skillman, mentre en la prova individual finalitzà en vint-i-sisena posició. En el seu palmarès també destaquen dues medalles d'or i tres de plata als Jocs Panamericans de 1983.